# Сьвенте-Новакі
Сьвенте-Новакі (пол. Święte Nowaki) — село в Польщі, у гміні Макув Скерневицького повіту Лодзинського воєводства.
Населення — 408 осіб (2011).
У 1975-1998 роках село належало до Скерневицького воєводства.

## Демографія
Демографічна структура станом на 31 березня 2011 року:
|          | Загалом | Допрацездатний вік | Працездатний вік | Постпрацездатний вік |
| -------- | ------- | ------------------ | ---------------- | -------------------- |
| Чоловіки | 211     | 51                 | 142              | 18                   |
| Жінки    | 197     | 27                 | 113              | 57                   |
| Разом    | 408     | 78                 | 255              | 75                   |